# Сан-Філіп (Техас)
Сан-Філіп (англ. San Felipe) — місто (англ. town) в США, в окрузі Остін штату Техас. Населення — 691 особа (2020).

## Географія
Сан-Філіп розташований за координатами 29°47′40″ пн. ш. 96°6′21″ зх. д. / 29.79444° пн. ш. 96.10583° зх. д. (29.794557, -96.105867).  За даними Бюро перепису населення США в 2010 році місто мало площу 22,65 км², з яких 21,88 км² — суходіл та 0,77 км² — водойми.

## Демографія
Згідно з переписом 2010 року, у місті мешкало 747 осіб у 289 домогосподарствах у складі 201 родини. Густота населення становила 33 особи/км².  Було 357 помешкань (16/км²).
Расовий склад населення:
| - 64,3 % — білих - 28,2 % — чорних або афроамериканців - 0,1 % — корінних американців - 4,6 % — осіб інших рас |

До двох чи більше рас належало 2,8 %. Частка іспаномовних становила 13,4 % від усіх жителів.
За віковим діапазоном населення розподілялося таким чином: 23,3 % — особи молодші 18 років, 61,7 % — особи у віці 18—64 років, 15,0 % — особи у віці 65 років та старші. Медіана віку мешканця становила 43,4 року. На 100 осіб жіночої статі у місті припадало 98,1 чоловіків;  на 100 жінок у віці від 18 років та старших — 98,3 чоловіків також старших 18 років.
Середній дохід на одне домашнє господарство  становив 46 869 доларів США (медіана — 30 804), а середній дохід на одну сім'ю — 64 707 доларів (медіана — 55 556). За межею бідності перебувало 21,7 % осіб, у тому числі 25,2 % дітей у віці до 18 років та 0,0 % осіб у віці 65 років та старших.
Цивільне працевлаштоване населення становило 292 особи. Основні галузі зайнятості: освіта, охорона здоров'я та соціальна допомога — 30,8 %, виробництво — 23,6 %, транспорт — 11,6 %, роздрібна торгівля — 11,6 %.